# 鹿児島郵便局
鹿児島郵便局（かごしまゆうびんきょく）は、鹿児島県霧島市にある一般客向け窓口、ATMを持たないタイプの郵便局（地域区分局）である。

## 概要
住所：鹿児島県霧島市隼人町小田2322-1
鹿児島県で集配される郵便物、ゆうパックの区分業務を行う地域区分局として2017年8月14日に開局した。仕分け業務のみを行い、一般向けのゆうゆう窓口や郵便、貯金、保険の窓口、ATMは設けられていない。
開局に伴い鹿児島中央郵便局（郵便物）、熊本北郵便局（ゆうパック）の区分業務が本局に移管された。
東九州自動車道の隼人西ICの北東に位置する。

## 沿革
- 2017年（平成29年）8月14日 - 鹿児島郵便局として開局[1]。鹿児島中央郵便局から郵便物、熊本北郵便局から鹿児島県におけるゆうパックの区分業務を移管。

## 取扱業務
- 鹿児島県（郵便番号上2桁が89の地域）の区分業務[1]